# Astronidium ovalifolium
Astronidium ovalifolium är en tvåhjärtbladig växtart som först beskrevs av Joseph Decaisne, och fick sitt nu gällande namn av J.F. Maxwell. Astronidium ovalifolium ingår i släktet Astronidium och familjen Melastomataceae. IUCN kategoriserar arten globalt som otillräckligt studerad. Inga underarter finns listade i Catalogue of Life.